# Volta a Llombardia 1995
La Volta a Llombardia 1995 fou la 89a edició de la clàssica ciclista Volta a Llombardia. La cursa es va disputar el 21 d'octubre de 1995, sobre un recorregut de 252 km, i era l'onzena prova de la Copa del Món de ciclisme de 1995. El vencedor final fou l'italià Gianni Faresin, que s'imposà en l'arribada a Bèrgam.

## Classificació general
|    | Ciclista                   | Equip                   | Temps      |
| -- | -------------------------- | ----------------------- | ---------- |
| 1  | Gianni Faresin (ITA)       | Lampre-Panaria          | 5h 49' 02" |
| 2  | Daniele Nardello (ITA)     | Mapei-GB                | + 19"      |
| 3  | Michele Bartoli (ITA)      | Mercatone Uno-Saeco     | m. t.      |
| 4  | Rolf Sørensen (DEN)        | MG Maglificio-Technogym | + 56"      |
| 5  | Stefano Zanini (ITA)       | Gewiss-Ballan           | +1' 02     |
| 6  | Claudio Chiappucci (ITA)   | Carrera-Tassoni         | m. t.      |
| 7  | Francesco Casagrande (ITA) | Mercatone Uno-Saeco     | m. t.      |
| 8  | Pascal Richard (SUI)       | MG Maglificio-Technogym | m. t.      |
| 9  | Roberto Pistore (ITA)      | Polti-Vaporetto         | m. t.      |
| 10 | Felice Puttini (SUI)       | Refin-Cantina Tollo     | m. t.      |